# Порт-Гейден (Аляска)
Порт-Гейден (англ. Port Heiden) — місто (англ. city) в США, в окрузі Лейк-енд-Пенінсула штату Аляска. Населення — 100 осіб (2020).

## Географія
Порт-Гейден розташований у північно-західній частині півострова Аляска у впадання річки Мешик до Бристольської затоки, безпосередньо в заповіднику Аніакчак. За рік в середньому випадає 147,3 см снігу. Місто обслуговує Аеропорт Порт-Гейден.
Порт-Гейден розташований за координатами 56°57′51″ пн. ш. 158°34′50″ зх. д. / 56.96417° пн. ш. 158.58056° зх. д. (56.964177, -158.580635). За даними Бюро перепису населення США в 2010 році місто мало площу 132,14 км², з яких 131,13 км² — суходіл та 1,00 км² — водойми. В 2017 році площа становила 122,69 км², з яких 121,60 км² — суходіл та 1,08 км² — водойми.

### Клімат
Місто знаходиться у зоні, котра характеризується континентальним субарктичним кліматом. Найтепліший місяць — серпень із середньою температурою 11.1 °C (52 °F). Найхолодніший місяць — січень, із середньою температурою -5 °С (23 °F).
| Клімат Порт-Гейдена     | Клімат Порт-Гейдена | Клімат Порт-Гейдена | Клімат Порт-Гейдена | Клімат Порт-Гейдена | Клімат Порт-Гейдена | Клімат Порт-Гейдена | Клімат Порт-Гейдена | Клімат Порт-Гейдена | Клімат Порт-Гейдена | Клімат Порт-Гейдена | Клімат Порт-Гейдена | Клімат Порт-Гейдена | Клімат Порт-Гейдена |
| Показник                | Січ.                | Лют.                | Бер.                | Квіт.               | Трав.               | Черв.               | Лип.                | Серп.               | Вер.                | Жовт.               | Лист.               | Груд.               | Рік                 |
| Абсолютний максимум, °C | 7                   | 9                   | 12                  | 10                  | 18                  | 21                  | 22                  | 27                  | 20                  | 13                  | 10                  | 9                   | 27                  |
| Середній максимум, °C   | −1                  | −1                  | 0                   | 2                   | 8                   | 12                  | 13                  | 14                  | 11                  | 6                   | 2                   | 0                   | 5                   |
| Середня температура, °C | −4                  | −4                  | −3                  | 0                   | 4                   | 8                   | 10                  | 11                  | 8                   | 3                   | −1                  | −3                  | 2                   |
| Середній мінімум, °C    | −8                  | −8                  | −7                  | −3                  | 0                   | 4                   | 7                   | 8                   | 5                   | 0                   | −4                  | −7                  | −1                  |
| Абсолютний мінімум, °C  | −28                 | −25                 | −23                 | −20                 | −10                 | −1                  | 0                   | 0                   | 0                   | −11                 | −26                 | −24                 | −28                 |
| Норма опадів, мм        | 10                  | 10                  | 10                  | 10                  | 20                  | 30                  | 40                  | 70                  | 60                  | 70                  | 30                  | 30                  | 430                 |
| Днів з дощем            | 2                   | 1                   | 1                   | 1                   | 2                   | 2                   | 3                   | 5                   | 4                   | 5                   | 2                   | 3                   | 36                  |
| Вологість повітря, %    | 61.2                | 65.6                | 60.6                | 64.2                | 63.7                | 67.5                | 74.1                | 70.5                | 66.7                | 67.7                | 64.8                | 64.1                | 65.8                |
| ----------------------- | ------------------- | ------------------- | ------------------- | ------------------- | ------------------- | ------------------- | ------------------- | ------------------- | ------------------- | ------------------- | ------------------- | ------------------- | ------------------- |
| Джерело: Weatherbase    |                     |                     |                     |                     |                     |                     |                     |                     |                     |                     |                     |                     |                     |

## Історія
На місці сучасного Порт-Гейдена здавна стояло алутіікське село Мешик. Наприкінці XIX століття, коли тут проживало 74 особи (перепис 1890), у селі вибухнула епідемія грипу, тому всі мешканці покинули її та населений пункт був закинутий до середини 1910-х років. 1920 року в Порт-Гейдені (так перейменували поселення) проживало 30 осіб, в 1930 — 51 осіб. Під час Другої світової війни неподалік від Порт-Гейдена був збудований форт Морроу, у якому одноразово перебувало до 5000 військовослужбовців, але одразу після закінчення війни форт був закритий. Переписи 1940 і 1950 років повідомляли про відсутність мешканців, але вже на початку 1950-х років Порт-Гейден знову став населений, у відродженому селищі відкрилася перша школа. 1960 року тут жило 74 особи, 1970 — 66, 20 листопада 1972 поселення було інкорпоровано та отримало статус міста (city). 1980 року в Порт-Гейдені жило 92 особи, в 1990—119. Нині місто поступово «відступає» від берега в зв'язку з ерозією.

## Демографія
За оцінкою 2012 року в Порт-Гейдені проживало 104 особи (58 чоловіків і 46 жінок), середній вік мешканця — 26,7 років. Походження пращурів: німці — 16,1 %, ірландці — 11,5 %, данці та шведи — по 8 %, швейцарці — 4,6 %, росіяни — 1,1 %.

### Перепис 2010
Згідно з переписом 2010 року, у місті мешкали 102 особи в 35 домогосподарствах у складі 24 родин. Густота населення становила 1 особа/км². Було 56 помешкань (0/км²).
Расовий склад населення:
| - 83,3 % — корінних американців - 14,7 % — білих |

До двох чи більше рас належало 2,0 %. Частка іспаномовних становила 0,0 % від усіх жителів.
За віковим діапазоном населення розподілялося таким чином: 34,3 % — особи молодші 18 років, 56,9 % — особи у віці 18—64 років, 8,8 % — особи у віці 65 років та старші. Медіана віку мешканця становила 26,7 року. На 100 осіб жіночої статі у місті припадало 126,7 чоловіків; на 100 жінок у віці від 18 років та старших — 131,0 чоловіків також старших 18 років.
Середній дохід на одне домашнє господарство становив 103 997 доларів США (медіана — 59 375), а середній дохід на одну сім'ю — 123 864 долари (медіана — 70 000). Медіана доходів становила 48 750 доларів для чоловіків та 26 875 доларів для жінок.
Цивільне працевлаштоване населення становило 43 особи. Основні галузі зайнятості: публічна адміністрація — 37,2 %, освіта, охорона здоров'я та соціальна допомога — 25,6 %, сільське господарство, лісництво, риболовля — 18,6 %.

### Перепис 2000
За переписом 2000 року в Порт-Гейдені проживало 119 осіб (61 чоловік і 58 жінок; 41 домогосподарство, 23 родини). Расовий склад: корінні американці — 65,55 %, білі — 19,33 %, інші раси — 2,52 %, змішані раси — 12,61 %, латиноамериканці (будь-якої раси) — 2,52 %. 39,5 % мешканців були молодше 18 років, 5 % — у віці від 18 до 24 років, 26,9 % — від 25 до 44 років, 22,7 % — від 45 до 64 років і 5,9 % жителів були старші 64 років. Середній вік жителя — 33 року. На 100 жінок припадало 105,2 чоловіків, при цьому на 100 повнолітніх жінок припадало 125 повнолітніх чоловіків.

Середній дохід на родину становив 70 000 доларів на рік, дохід на душу населення — 20 532 долари на рік, 5,6 % населення жили за межею бідності, з них 25 % були пенсіонерами.